# COCK ROACH
COCK ROACH（コックローチ）は、男性5人によって構成される日本のインディーズロックバンド。自主レーベルである黒虫芸術に所属。1996年に結成、2005年に解散した。2018年6月に再結成を発表。

## メンバー
遠藤仁平（えんどうじんぺい）（1979年5月8日 - ）
ボーカル（唄）担当。また、楽曲のほとんどの作詞も手掛ける。
ぼさぼさに生えた髭が特徴。1stアルバム『虫の夢死と無死の虫』発売前後は、黒の少し長めの髪に黒髭と言う容貌だったが、しばらくしてから頭だけ丸坊主になった。それからまたしばらくして金髪の肩までの髪に金色の髭になり、解散前はまた初期の黒髪に黒髭という風貌に戻った。浮世離れした顔立ちをしているが、温厚で静かな神秘性を漂わせている。また、無類の酒好きである。
バンドの他のメンバーと同じ学区に住んでいたが理由があって一人別の学校に通うことになり、周りから敬遠された子供時代を過ごしたとのこと。また1999年当時ノストラダムスの大予言を本気で信じていて「俺は20歳で死ぬんだ」と思っていたとのこと。
音楽のルーツはたまで,独特の世界観、メロディ、和的な要素、日本語の歌詞、アコースティックな感じが気に入っている。3rdアルバム『青く丸い星に生まれて』リリース以前はインダストリアル・ロックやデジタルものを聴いていたが、『青く丸い星に生まれて』をリリースころにはワールド・ミュージック、フォーク・ロックなどメロディが歌に集約されている音楽に興味も持つようになった。
好きな作家は安部公房、夢野久作、夢枕獏など。
解散後は地元茨城県水戸市にて料理屋の仕事をしながら、2005年9月に元G-FREAK FACTORYの前川和麿ら4人で無限マイナスというアコースティックバンドを結成。また、2008年には黒虫芸術の新プロジェクトとして本田祐也と共に博士と蟋蟀を結成。
2020年にTHE BACK HORNのヴォーカル山田将司と遠藤が発起人となり、新型コロナウイルスで苦しむ水戸の音楽シーンの活性化のため「ヒカリノハコ」プロジェクトを立ち上げている。
株式会社ステノの代表取締役社長も務める。
本田祐也（ほんだゆうや）（1979年6月19日 - ）
ベース（四弦）担当。
ベースはムーンのジャズベースタイプとミュージックマン・スティングレイを使用。手数の多いベースラインも弾きこなすベーシストである。
解散後はバンドREDЯUMのサポートベーシストとして活躍。後にREDЯUMは活動を休止するが、2007年9月、無限マイナスに加入。また、遠藤と共に博士と蟋蟀を結成した。
バンドメンバー中では既婚者で1児の父。
初期から解散まで坊主頭という容貌だったが、現在は黒髪で短髪という風貌になっている。
本多直樹（ほんだなおき）（1980年8月27日 -）
ドラムス（太鼓）担当。
元me-al art。元々COCK ROACHの熱烈なファン。ファンからCOCK ROACHと同じレーベルに所属し、活動休止後COCK ROACHに加入。
海老沢宏克（えびざわひろかつ）（1982年7月28日 -）
ギター（六弦）担当。
元me-al art。元々COCK ROACHの熱烈なファン。ファンからCOCK ROACHと同じレーベルに所属し、活動休止後COCK ROACHに加入。
浪川芳和（六弦）（1980年4月24日 -）
ギター担当。
obiと兼任。同バンドではベースを担当している。

### 元メンバー
杉浦哲郎（すぎうらてつろう）（1979年11月15日 - ）
ギター（六弦）担当。
杉浦は、2005年5月1日をもってCOCK ROACHから脱退した。しかし脱退直後に解散が決定したため、最終的にはメンバーとしてライブに参加し演奏していた。
ギターはギブソン製のレスポールスタンダードを主に使用。曲によっては加藤と共用でLine 6のVariax 500を使用する場合もある。
加藤拓也（かとうたくや）（1979年11月6日 - ）
ギター（六弦）担当。
2004年6月加入。元々COCK ROACHのいちファンとしてメンバーと親交があり、ある日メンバーにスタジオに呼ばれ、ギターを弾いたところ好評であったことが加入の切っ掛けであるとされる。ファンがバンドに加入と言う珍しいケースでのメンバー入りとなった。
加藤がCOCK ROACHのメンバーに参加する以前までバンドは4人編成であったため、加入以前の4人編成での楽曲を演奏する際は、杉浦がソロやメロディを弾き、加藤がサポート的な役割でギターを弾くことが多い。また、5人編成となった後リリースした3rdアルバム『青く丸い星に生まれて』収録曲は、加藤がアコースティックギター、杉浦がエレクトリックギターを担当する場合が多い。バンド解散後劇団に所属。
前沢塁（まえざわるい）（1980年2月21日 - ）
ドラムス（太鼓）担当。
バンド活動中、他のメンバーは少なくとも一度は坊主にしている中、唯一結成から解散までの間髪が長かった。
バンド解散後、渡英した。

## 来歴
1996年に遠藤、本田、大久保、前沢の4人によって結成。翌年1997年冬に大久保が脱退し、1998年に杉浦が後任として加入。地元のコミュニティFMでは、デモテープが多くのリクエストを集め、チャートの上位にランクインした。3rdデモテープ「唯　生きるため」は実売4000本以上を記録した。2001年4月、1stアルバム『虫の夢死と無死の虫』リリース。同年7月にはフジ・ロック・フェスティバルにも出演した。
2002年10月2ndアルバム『赤き生命欲』、DVD『ゴキブリ映像録』をリリース後、約1年間にわたってライブ活動を休止するが、2004年6月に新メンバーに加藤を加え5人編成となり再開。8月にライブ会場・通販限定でのシングル「記憶の水殿」、10月には3rdアルバム『青く丸い星に生まれて』をリリースした。11月にライブツアー『静かなる虫達の夜奏』のファイナルが吉祥寺STAR PINE'S CAFEにて行われた。
2005年9月3日、水戸ライトハウスで行われたラストライブ『静かなる虫達の別れ -褐色の流星群9.3-』にてバンドは解散された。後の12月にその模様を収録したDVD作品『静かなる虫達の別れ』をリリースした。翌年春にリリースされたラストシングル「ユリイカ」をもって作品の発表も終了した。
2018年6月、茨城放送よかっペラジオの公開収録に出演した遠藤が活動再開を宣言。公式BBSにて活動再開を改めて発表した。
2019年秋、アルバム『Mother』をリリースする。

## 音楽性
バンドが茨城から東京に進出したころからバンドの音楽性と遠藤の精神の闇の部分がリンクし始めたとのこと。

### サウンド
深いリヴァーブと激しいディストーションがかかったギター・サウンドで、時に童謡的フレーズや行進曲のようなリズムが刻まれる曲調がある。

### 歌詞
生と死をテーマにした歌詞は時には曲よりも比重を置かれる。歌詞について作詞を手掛けている遠藤は人間の一番ネガティブな部分である「死」「悲しみ」「滅亡」に対する恐怖心、それらが存在するゆえに、人間の一番ポジティブな部分である、人間が「生きよう」とする力や、「生きる」ことで何かを見出そうとする力が秘められている事を感じとって欲しい、といった内容を述べている。また、生きている実感を得るために、僕達は死ぬまで死を恐れ続け、そして死ぬまでそんな唄を唄い続けるだろう、とホームページのコラム上で語っている。
2ndアルバム『赤き生命欲』ではカニバリズムや原爆といったタブーに切り込んでいる。

### 作曲
曲作りはヴォーカルのメロディラインは遠藤がつくってそれをメンバーみんなで加工していくといった過程で進めていくとのこと。

## 作品

### シングル
- 記憶の水殿 （2004年8月）
  - ライブ会場のみでの限定販売作品。

  1. 記憶の水殿
- ユリイカ （2006年3月、オリコン191位）
  1. 点と線
  2. ユリイカ
  3. 白い新世界

### アルバム
- 虫の夢死と無死の虫 （2001年4月）
  1. 虫の夢死
  2. 孔子の唄
  3. アカシックレコーダー
  4. 鴉葬
  5. 蝶が一匹
  6. 触角
  7. 赤道歩行
  8. 無死の虫
- 赤き生命欲 （2002年10月）
  1. 赤き生命欲
  2. 満開の太陽の下
  3. 食人欲求者の謝肉祭 〜カニバリズム・ン・カーニバル〜
  4. 白と黒
  5. 顔 (カオ)
  6. 原子爆弾万有引力考想曲
  7. 告げる声
  8. 兎
  9. 絵画の女
  10. 鸞弥栄
- 青く丸い星に生まれて （2004年10月、オリコン212位）
  1. 死の王国
  2. 孤独に輝く石
  3. 純心の目
  4. 月風唄
  5. 首吊りの木
  6. 蛭
  7. 記憶の水殿
  8. 有限のパノラマ
  9. 青く丸い星に生まれて
- Mother （2019年11月）
  1. 胎児の見る夢
  2. Mother
  3. 電脳双生児顕微鏡狂想曲
  4. ユリイカ
  5. 炎国
  6. 新進化論エレクトロニカルパレーダー
  7. 海月
  8. 花と瓦礫
  9. Cosmo ballet
  10. 青い砂に舞う君の髪
  11. 死者の見る夢

#### その他
- ゴキブリ誕生史 （2006年7月）
  - 既存の楽曲のデモ音源集。

  1. 真っ赤な落葉
  2. 雪風の虫
  3. ビーハーツ
  4. さよなら日本
  5. コネチカール
  6. MID SUMMER DAY
  7. 上空、何気無く
  8. 華

### デモテープ
- 1stデモ 
  1. ALL DAY THINK
  2. 華ーHANAー
  3. SOUND
  4. SORROW FULL SOUL
- 2stデモ 
  1. 真っ赤な落葉
  2. 雪風の虫
  3. ビー・ハーツ
  4. さよなら日本
  5. コネチカール
  6. 華ーHANAー
  7. ミッド・サマーデイ
- 唯、生きるため 
  1. 孔子の唄
  2. 触角
  3. 雷、降れば、双方
  4. 白と黒
- 兎 
  1. 兎
  2. 上空、何気なく
  3. 告げる声
- ゴキブリジェンカ 
  1. カナリヤ蜚唄
  2. 雷、降れば、双方
  3. アカシックレコーダー
  4. 絵画の女
  5. 兎
  6. 孔子の唄
  7. 上空、何気なく

### オムニバス
- 群
- 雪風の虫
- HOT INDIES BEST SELECTION Vol.1
- 雪風の虫
- 脳味噌ドガーン! 
  1. 雷降れば双方
  2. 白と黒
- コアコア爆裂的転石ノ一章 (2003年4月23日)
  1. カニバリズム・ン・カーニバル
  2. 原子爆弾万有引力考想曲
  3. 触角

### VHS/DVD
- ゴキブリ映像録 （2002年10月）
  - ライブ映像やＰＶを収録。

  1. 刻時曲
  2. 満開の太陽の下
  3. 絵画の女
  4. 蝶が一匹
  5. 顔
  6. 赤道歩行
  7. 華

- 純心の目 （2004年）
  - PVを収録。

  1. 純心の目

- 静かなる虫達の別れ （2005年12月）
  - 2005年9月3日に水戸ライトハウスにて行われた解散ライブの映像を収録。

  1. 食人欲求者の謝肉祭
  2. 蛭
  3. 蝶が一匹
  4. 顔
  5. 孔子の唄
  6. アカシックレコーダー
  7. ユリイカ
  8. 原子爆弾万有引力考想曲
  9. 純心の目
  10. 記憶の水殿
  11. 孤独に輝く石
  12. 白い新世界
  13. 鸞弥栄
  14. 真っ赤な落葉
  15. 雪風の虫
  16. さよなら日本
  17. MID SUMMER DAY
  18. 華
  19. 赤道歩行
  20. 有限のパノラマ
  21. コネチカール